# 薔薇と海賊
『薔薇と海賊』（ばらとかいぞく）は、三島由紀夫の戯曲。全3幕から成る。女流童話作家のヒロインと、童話ファンの白痴の青年との恋愛劇である。現代風俗の跋扈する時代に、性欲を嫌悪する女と性欲を持たない男の恋を設定し、ロマンチック時代と同等の甘い恋の場面を表現させている。1970年（昭和45年）10月の再演時に、三島が客席で涙を流しながら観ていたという挿話がある作品である。

## 発表経過
1958年（昭和33年）、文芸雑誌『群像』5月号に掲載され、同年5月30日に新潮社より単行本刊行された。初演は同年7月8日に文学座により、第一生命ホールで上演され、週刊読売新劇賞を受賞した。その後1986年（昭和61年）2月25日に新潮文庫より『熱帯樹』に収録された。

## 作品成立・主題
構想の母胎は、三島がニューヨークで見たロイヤル・バレエ団（旧・サドラース・ウエルス・バレエ団）の『眠れる森の美女』終幕のディヴェルティッスマンからの着想である。当初は『月のお庭』という題にする予定だったが、『薔薇と海賊』となった。
三島は、『鹿鳴館』を「ロマンチックな芝居」だとすれば、『薔薇と海賊』は、〈私流にずつとリアリスティックな芝居〉だと述べ、『薔薇と海賊』の主題に関わる〈薔薇〉については、次のように解説している。
また眼目は、ラブ・シーンにあるとし、その感情は「真率で、シニシズムも自意識も羞恥も懐疑も一つのこらずその場から追つ払はれてゐなければならない」として、以下のように、説明している。
1970年（昭和45年）10月に再演された際に三島は、主演の村松英子に、「随分前に書いた芝居だけど、僕はいつも25年は早すぎるのかなあ」、「最近ますます、何て世の中は海賊ばかりだろうって思うよ」と語っていたという。

## あらすじ
第1幕 - 童話作家・楓阿里子邸の居間。
童話作家で37歳の楓阿里子邸に客が訪れた。阿里子の童話ファンの30歳の松山帝一は、自分を童話の中の主人公・ユーカリ少年だと信じている白痴の青年で、後見人の額間（50歳）に付き添われて阿里子に会いに来たのだった。楓邸の住居や庭は童話の世界のように仕立てられ、阿里子は19歳の娘・千恵子にも登場人物のニッケル姫の扮装をさせていた。帝一はこの家にずっと住みたいと阿里子に言い出した。阿里子は、夢の世界で生きる帝一の無垢な心に惹かれる。
ユーカリ少年は不思議な星からやって来て、密林に落ち、犬のマフマフを従え、ジャングルをかきわけ海へと進む。しかしマフマフは海賊たちの捕虜となる。ユーカリ少年は薔薇の短剣で海賊たちを退治し、マフマフを救い出す。そして船の帆をあげ、自分が王様となる王国に向けて航海を始める。
そんな童話のストーリーを逆手にとり、額間は自分が「薔薇の短剣」を持っていることをちらつかせ、帝一を制していた。その短剣は額間が特注で作らせた、美しい薔薇の彫刻とルビーをはめ込んだものだった。「薔薇の短剣」の威力を恐れる帝一は、額間に逆らうことができなかった。帝一は仕方なく楓邸をあとにし、阿里子は帝一との別れを惜しみつつ、各地の子供たちへの童話講演の旅に出るため家を出た。
阿里子には重政という45歳の夫がいた。しかしこの結婚は恋愛結婚ではなかった。20年前の夏の夜、重政とその弟・重巳は、当時女学生だった阿里子を公園の裏山に誘い、重政が無理矢理に強姦したのだった。翌日、犯行現場を見に行った重政は、その公園のベンチで彼が来るのを待っている幽霊のような阿里子を見て驚いた。しかし重政は今まで見たことがないほどの、その聖らかな女の顔を見て、阿里子に恋をしたのだった。
純潔を失った阿里子は、自分の純潔の絶対の誇りを守るために、重政と結婚した。そして結婚当夜、阿里子はきっぱりと重政を拒み、その後もずっと二人の間には肉体関係がなかった。娘の千恵子は、ただ一度だけ重政に犯された時にできた子であった。阿里子は、ひたすら童話の創作に情熱を傾け、重政が何人も女を作ろうと全く意に介さない様子だった。そして重政は、何の嫉妬も羞恥も軽蔑も示さないそんな阿里子を聖女として崇め、愛していたのだった。
第2幕 - 楓邸の居間。
額間をまいた帝一は東京駅にいた阿里子にしがみつき、再び楓邸に戻って来た。逆らったため額間に殺されると怯える帝一を放っておけない阿里子は彼を匿った。千恵子は、帝一が「薔薇の短剣」を持てば帰るだろうと思い、額間から色仕掛けで短剣を奪い取り、帝一に渡してやった。
しかし帝一は、この家にずっと住むと言い、阿里子もそれを許可した。2人は意気投合し、お互いに愛情を抱き恋人同士のようになっていた。帝一は夢中で王国に向けての冒険の話をし、希望に燃えた。しかし重巳が帝一の寝ている隙に薔薇の短剣を奪うと、帝一は再び額間におびえ出した。みんな敵だ、海賊だと言う帝一に、阿里子は、「勇気を出して」と彼を励ました。しかし帝一は、「僕は一つだけ嘘をついてたんだよ。王国なんてなかったんだよ」と言う。
第3幕 - 楓邸の同じ部屋での大食卓。
食事中にも阿里子は帝一を励まし、短剣を奪う勇気を与えようとした。なかなか短剣を奪えないでいる時、阿里子の童話ファンで楓邸の庭掃除などの奉仕をしていた老人・勘次と定代の幽霊が現われた。彼らは帝一の加勢をし、薔薇の短剣が帝一の手に戻った。
額間や重政らをみんな追い出した帝一と阿里子は、勘次と定代の幽霊に薔薇の宝石の冠をかぶせられ結婚式をあげた。童話の世界の犬のマフマフや本物のニッケル姫も現われ、2人を祝福した。「僕たちは夢を見ているんじゃないだろうね」と言う帝一の問いかけに対し、阿里子は、「大丈夫よ。私に委せておおきなさい。たとえあなたの見ているものが夢だとしても」と言い、きっぱりと、「私は決して夢なんぞ見たことはありません」と宣言する。

## 作品評価・研究
『薔薇と海賊』は週刊読売新劇賞を受賞しているが、他の三島の戯曲に比べると相対的に論究自体が少ない作品である。
奥野健男は、「美と夢の創造者」が「美そのものになり得るか」というテーマが、場違いなところで「ひとりよがり」に出されていると辛口の評価をし、山本健吉は、童話の世界と現実の世界の「大時代的な会話」が交錯するレトリックを生み出す三島の機智が、「夜空の花火のように」ひらめいていると讃辞している。
埴谷雄高は、「さながら原子核のごとき微小な現実の一点をとらえて凸レンズの彼方にこれ程拡大して見せた鮮やかな新しさを敢えて祝したい」と述べている。日下令光は、「目覚めた人間楓の幕切れのセリフは三島ドラマのすごみをきかせてたのしい」と評し、（川）の著名のある日本経済新聞評は、「肉体性を奪われることでしか純潔な愛は成り立たないかと問うような作者の主題がドキッとさせるような鋭さで浮かび上がってくる」と論評している。

## おもな舞台公演
- 文学座公演
  - 1958年（昭和33年）7月8日 - 27日 東京・第一生命ホール、7月31日 京都・弥栄会館、
  - 8月1日 - 4日 大阪・毎日ホール、8月5日 - 8日 神戸国際会館、8月9日 名古屋・愛知文化会館
  - 演出：松浦竹夫。装置：真木小太郎。音楽：黛敏郎
  - 出演：杉村春子、芥川比呂志、岸田今日子、中村伸郎、北村和夫、三津田健、ほか
  - ※ 1958年（昭和33年）7月21日にNHKテレビ、27日にNHKラジオ第一で東京公演を舞台中継。
- 劇団浪曼劇場第6回公演
  - 1970年（昭和45年）10月22日 - 11月3日 東京・紀伊國屋ホール、11月6日 奈良県文化会館、
  - 11月8日 大阪・毎日ホール、11月13日 名古屋・愛知県勤労会館、
  - 11月15日 京都・弥栄会館、11月23日 藤沢市民会館
  - 演出：松浦竹夫。装置：金森馨。音楽：中村八大
  - 出演：村松英子、中山仁、清水美沙子、中村伸郎、村上冬樹、勝部演之、ほか
  - ※ 昭和45年度芸術祭参加。
- 劇団かに座第40回公演（横浜アマチュア演劇連盟月例公演）
  - 1975年（昭和50年）10月18日 - 19日 横浜・クリエイティヴホール
  - 演出・製作：田辺晴通。音楽：山田令子
  - 出演：平本玲子、宮下明美、橋宏、深田泰久、近田英二、上田憲行、ほか
- L.S. Direction 公演
  - 1991年（平成3年）1月19日 - 20日 京都・アートスペース無門館
  - 演出：河辺実記
  - 出演：中島奈緒美、後藤昌彦、河辺実記、ほか
- 演劇集団円公演
  - 1996年（平成8年）7月3日 - 8日 東京・紀伊國屋ホール、
  - 7月10日 兵庫県立尼崎青少年創造劇場ピッコロシアター大ホール、
  - 演出：大間知靖子
  - 出演：高林由紀子、井上倫宏、小松エミ、有川博、勝部演之、三谷昇、ほか
- 向陽舎 Vol.12
  - 2007年（平成19年）7月12日 - 16日 シアター風姿花伝
  - 演出：久保亜津子
  - 出演：久保亜津子、堀陽二郎、田村七七三、河崎卓也、ペロリ、加藤四朗、細目晃裕、岡崎朋代、重兼美里、池田諭
- サロン劇場公演
  - 2007年（平成19年）11月2日 - 9日 紀伊國屋ホール
  - 演出：村松英子
  - 出演：村松英子、大出俊、伊藤高、若柳汎之亟、丸山博一、神保共子、村田美佐子、村松えり、鹿内寛子、野村万蔵
- Theatre Ort
  - 2019年（令和元年）8月29日 - 31日 サローネ・フォンタナ
  - 演出：倉迫康史
  - 出演：平佐喜子、岩倉真彩、八代進一、ヤストミフルタ、大谷昌史、代田正彦、竹原千恵、林周一、井藤あやほ、小原佳子
- unrato＃8
  - 2022年（令和4年）3月4日 - 13日 東京芸術劇場 シアターウエスト、3月25日 - 26日 茨木クリエイトセンター
  - 演出：大河内直子
  - 出演：霧矢大夢、多和田任益、田村芽実、須賀貴匡、鈴木裕樹、大石継太、飯田邦博、羽子田洋子、篠原初実、松平春香

## おもな刊行本
- 『薔薇と海賊』（新潮社、1958年5月30日） NCID BA45737177
  - 装幀：藤野一友。紙装。黄色帯。158頁。帯に「文学座七月公演」とある。
- 文庫版『熱帯樹』（新潮文庫、1986年2月25日） 
  - カバー装幀：司修。付録・自作解題：三島由紀夫
  - 収録作品：「熱帯樹」「薔薇と海賊」「白蟻の巣」

### 全集収録
- 『三島由紀夫全集22（戯曲III）』（新潮社、1975年3月25日）
  - 装幀：杉山寧。四六判。背革紙継ぎ装。貼函。
  - 月報：中村真一郎「三島君の回想」。《評伝・三島由紀夫 23》佐伯彰一「伝記と評伝（その14）」。《同時代評から 23》虫明亜呂無「三島由紀夫のドラマツルギー」
  - 収録作品：「朝の躑躅」「薔薇と海賊」「むすめごのみ帯取池」「熊野」「女は占領されない」「熱帯樹」「弱法師」「十日の菊」「黒蜥蜴」
- 『三島由紀夫戯曲全集 上巻』（新潮社、1990年9月10日）
  - 四六判。2段組。布装。セット機械函。
  - 収録作品：「東の博士たち」「狐会菊有明」「あやめ」「火宅」「愛の不安」「灯台」「ニオベ」「聖女」「魔神礼拝」「邯鄲」「綾の鼓」「艶競近松娘」「卒塔婆小町」「紳士」「只ほど高いものはない」「夜の向日葵」「室町反魂香」「地獄変」「葵上」「若人よ蘇れ」「溶けた天女」「ボン・ディア・セニョーラ」「鰯売恋曳網」「ボクシング」「班女」「恋には七ツの鍵がある」「熊野」「三原色」「船の挨拶」「白蟻の巣」「芙蓉露大内実記」「大障碍」「鹿鳴館」「オルフェ」「道成寺」「ブリタニキュス」「朝の躑躅」「薔薇と海賊」「むすめごのみ帯取池」〔初演一覧〕
  - ※ 下巻と2冊組での刊行。
- 『決定版 三島由紀夫全集23巻 戯曲3』（新潮社、2002年10月10日）
  - 装幀：新潮社装幀室。装画：柄澤齊。四六判。貼函。布クロス装。丸背。箔押し2色。
  - 月報：宮内勝典「混成化する世界へ」、松山俊太郎「『豊饒の海』なる書名の意義」、〔天球儀としての劇場3〕田中美代子「家族異変」
  - 収録作品：「道成寺」「朝の躑躅」「薔薇と海賊」「舞踏台本 橋づくし」「むすめごのみ帯取池」「熊野」「女は占領されない」「熱帯樹」「弱法師」「十日の菊」「黒蜥蜴」「源氏供養」「『熱帯樹』創作ノート」「『黒蜥蜴』創作ノート」